# LVG B.I
LVG B.I – niemiecki samolot wielozadaniowy (rozpoznawczy i szkolny) z okresu I wojny światowej. Zaprojektowany i zbudowany w niemieckich zakładach lotniczych Luft-Verkehrs-Gesselschaft (LVG).

## Historia
Samolot wielozadaniowy LVG B.I został zaprojektowany przez inż. Franza Schneidera z niemieckich zakładów lotniczych Luft-Verkehrs-Gesellschaft, w odpowiedzi na specyfikację niemieckich sił powietrznych z 23 stycznia 1913 roku na samolot obserwacyjny z dwuosobową załogą (która miała mieć możliwość łatwej komunikacji) i możliwością przenoszenia bomb lub sprzętu fotograficznego, łatwego w montażu i demontażu. Osiągi maszyny miały się kształtować następująco: prędkość nie mniejsza niż 90 km/h, wnoszenie na 800 m w czasie 15 min i zapas paliwa na 4 godziny lotu. Nieco dziwacznym zastrzeżeniem było użycie silnika o mocy nie większej niż 100 KM.
Przeprowadzone w 1913 roku próby wykazały, że samolot projektu Schneidera był łatwy w pilotażu, bardzo stabilny i doskonale zachowywał się także w trudnych warunkach pogodowych. Maszyna spełniała wymagania i lotnictwo niemieckie kupiło osiem maszyn do dalszej oceny. Użytkowanie i testy wytrzymałości wykazały, że podłużnice kadłuba są zbyt słabe, a skrzydła mają tendencję do wichrowania się przy szybkiej utracie wysokości; miały też zbyt mały zapas wytrzymałości (2,6 raza wobec żądanych 5). Wymiana słabych elementów i wzmocnienie konstrukcji skrzydła rozwiązało problemy, a maszyna została uznana za lepiej zaprojektowaną pod kątem zmniejszenia oporów i zwiększenia siły nośnej od konkurencyjnego Albatrosa B.I. Konstrukcja była tak udana, że stała się swego rodzaju wzorcem dla późniejszych maszyn tej klasy – a na pewno sukces LVG pobudził konkurencyjne przedsiębiorstwa do ulepszania swych projektów. 
Dobre osiągi maszyny zostały potwierdzone w licznych zawodach, w których piloci LVG B.I zajmowali czołowe miejsca (1.,2.,3. i 8. na 25 startujących maszyn w maju 1914 roku i pierwszych siedem miejsc, z wyjątkiem piątego, w lipcu); po kolejnych sukcesach w Szwajcarii, lotnictwo tego kraju zamówiło 6 maszyn (dostarczono tylko dwie, ze względu na wybuch wojny). Niemieckie siły lotnicze zamówiły 113 samolotów w 1913 roku, więcej niż którejkolwiek konkurencyjnej maszyny, co dało LVG możliwość rozbudowy przedsiębiorstwa. Lotnictwo Bawarii, które kupowało maszyny osobno, także zamówiło LVG B.I, wraz z nabyciem licencji na ich budowę przez zakłady Otto.

### Służba
Samoloty LVG B.I służyły od początku I wojny światowej do obserwacji i rozpoznania – w sierpniu 1914 roku było ich 84 w linii; największą liczebność osiągnęły w kwietniu 1915 roku, gdy na froncie służyło ich 174 (na 581 samolotów klasy B). Ostatnie B.I zostały wycofane z pierwszej linii w roku 1916, zastępowane przez maszyny wersji B.II i inne samoloty tej klasy. Służyły jednak wciąż do szkolenia – w grudniu 1917 roku było ich wciąż 79 (niewykluczone, że niektóre służyły do końca wojny). Łącznie wyprodukowano ok. 400-450 maszyn B.I w zakładach LVG i między 170 a 175 w zakładach Otto. Od wiosny 1915 roku zadania rozpoznawcze przejęły samoloty wersji B.II, ale były one przede wszystkim używane jako szkolne. Wersja B.III była wyspecjalizowaną wersją treningową.

### LVG typu B w Polsce

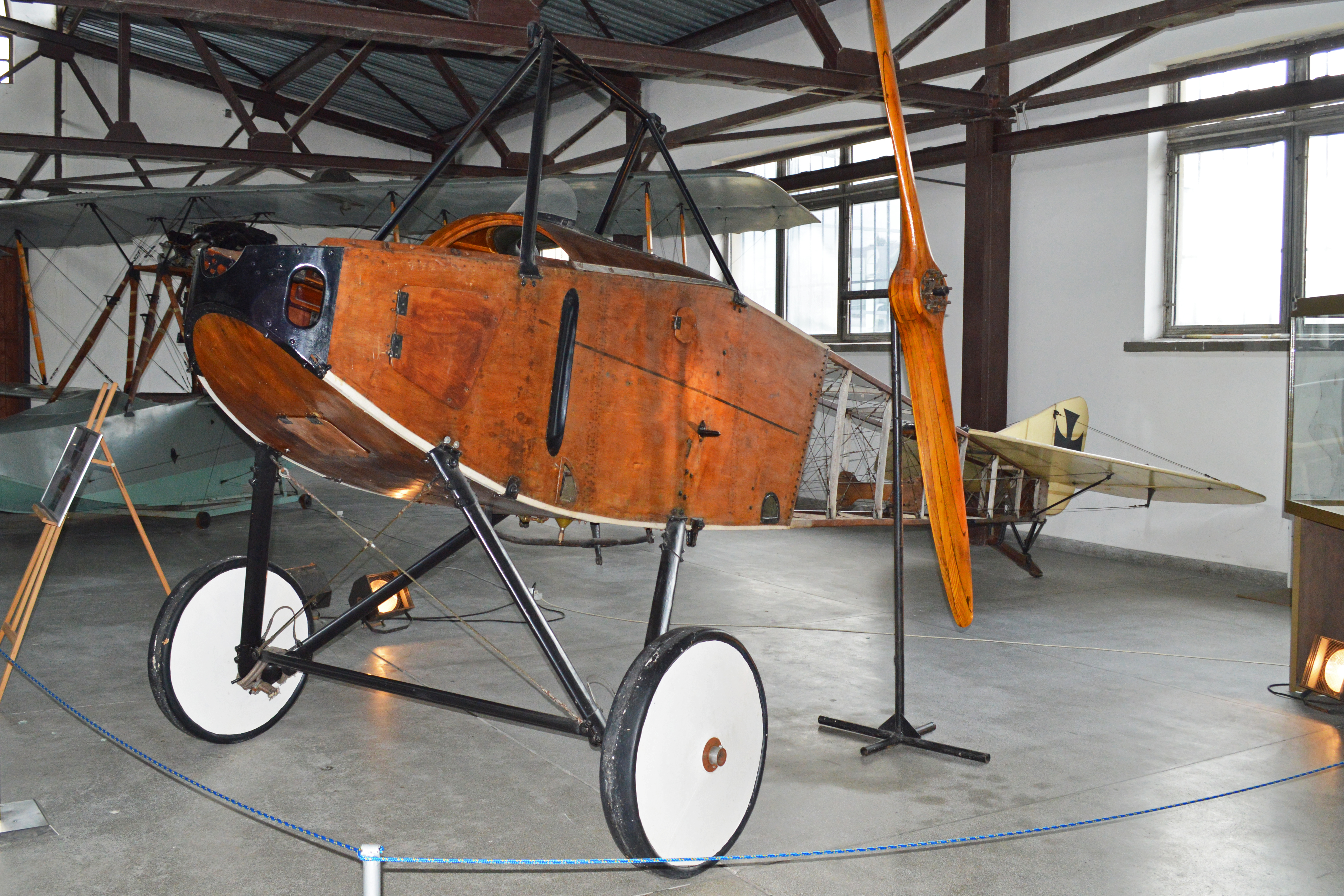
Częściowo odrestaurowany LVG B.II w Muzeum Lotnictwa Polskiego w Krakowie

Jeden LVG B.II przeleciał na polską stronę 19 czerwca 1919 roku, ale nie podjęto jego remontu po uszkodzeniu w czasie lądowania. Z dwóch samolotów wersji B.III, wyprodukowanych przez zakłady Schütte-Lanz, jeden służył do szkolenia w Szkole Lotniczej w Ławicy do 1922 roku, drugi zaś w Krakowie (rozbity w 1919 roku).
W Muzeum Lotnictwa Polskiego w Krakowie znajduje się unikatowy w skali światowej egzemplarz samolotu LVG B.II, o numerze fabrycznym 350/17, wyprodukowany przez Schütte-Lanz w roku 1917.

## Opis techniczny
Samolot LVG B.I był dwumiejscowym samolotem wielozadaniowym, dwupłatem o konstrukcji drewnianej. Kadłub miał konstrukcję drewnianą kratownicową, opartą na czterech podłużnicach, połączonych i usztywnionych; prostokątny w przekroju zwężał się do pionowego, ostrego zakończenia. Z przodu kadłuba mieścił się silnik rzędowy; blok silnika był osłonięty blaszanymi panelami, ale cylindry były praktycznie na wierzchu. 
Zazwyczaj stosowano sześciocylindrowy silnik rzędowy Mercedes D.I, rzadziej - 110-konne silniki Benz Bz.I, które miały wyprowadzenie spalin w dół, na lewy bok kadłuba. Wersja B.II używała często 120-konnych silników Mercedes D.II. Śmigło drewniane, dwułopatowe; chłodnice z lewej i prawej strony kadłuba. 
Za silnikiem znajdowały się dwie kabiny – pierwsza obserwatora, tuż za nią druga pilota; wersje treningowe miały zdwojone układy sterowania, w obu kabinach. Płaty o konstrukcji drewnianej, kryte płótnem, o kształcie prostokątnym, na końcach lekko zaokrąglone, o równej szerokości i cięciwie, usztywnione słupkami i cięgnami stalowymi. Lotki umieszczono tylko na górnym płacie, w którym również znajdował się zbiornik paliwa. Stateczniki i stery z rurek stalowych, kryte płótnem. Podwozie klasyczne – stałe, amortyzowane sznurem gumowym, z także amortyzowaną płozą ogonową.

## Wersje
- B.II – różniła się minimalnie mniejszą rozpiętością skrzydeł, nieco zmienionym położeniem grawitacyjnego zbiornika paliwa, przesuniętym do tyłu kokpitem pilota, wycięciem w górnym płacie dla poprawy widoczności oraz (na ogół) zastosowaniem silnika Mercedes D.II o mocy 120 KM; wiele późniejszych maszyn miało chłodnicę przeniesioną na krawędź natarcia skrzydła[10].
- B.III – treningowa, wprowadzona w 1917 roku, była praktycznie identyczna z B.II, miała jedynie unowocześnione powierzchnie sterowe i wzmocniony sklejką tył kadłuba, co dawało większą odporność na twarde lądowania w wykonaniu kursantów; budowana przez Schütte-Lanz i Euler-Werke[11].